# Ludwig Bechstein
Ludwig Bechstein, född 24 november 1801, död 14 maj 1860, var en tysk diktare och sagosamlare. Han var systerson och adoptivson till Johann Matthäus Bechstein.
Bechsten gjorde sig mest känd genom sina sagosamlingar Deutsches Märchenbuch (1844), Neues deutsches Märchenbuch (1856) samt sägensamlingar från Thüringen och Franken. Han författade dessutom en rad romaner, noveller och versberättelser.